# Harold Langen
Harold Langen (Maastricht, 27 ottobre 1986) è un canottiere olandese.

## Biografia
Ha rappresentato i Paesi Bassi ai Giochi olimpici estivi di Rio de Janeiro 2016, giungendo quinto in classifica nel quattro senza, con i connazionali Vincent van der Want, Peter van Schie e Govert Viergever.